# Turbina parowa kondensacyjna

Turbina parowa kondensacyjna – rodzaj turbiny parowej; para opuszczająca turbinę kierowana jest do skraplacza (kondensatora), w którym panuje bardzo niskie ciśnienie (bliskie próżni), gdzie ulega skropleniu. Ciepło oddane przez parę w procesie kondensacji tracone jest do otoczenia, bo skraplacz jest chłodzony wodą z rzeki, jeziora, morza lub cyrkulującą w obiegu zamkniętym (zobacz: chłodnia kominowa). 
Turbina kondensacyjna jest podstawową maszyną stosowaną przy produkcji energii elektrycznej do napędu generatorów elektrycznych w elektrowniach kondensacyjnych. W polskiej energetyce oprócz turbin kondensacyjnych występują też turbiny przeciwprężne stosowane w elektrociepłowniach. Poza energetyką zawodową spotykane są inne rodzaje turbin.  
Turbiny kondensacyjne znajdują również zastosowanie w parowych siłowniach jednostek pływających, zarówno do bezpośredniego napędu statku, jak i poszczególnych urządzeń okrętowych o dużym zapotrzebowaniu energetycznym (w tym produkcji energii elektrycznej) (przykład zastosowań militarnych vide COSAG).  
Bardzo duży spadek entalpii pary wodnej przepływającej przez turbinę kondensacyjną zmusza do stosowania wielu stopni turbiny. W każdym stopniu zamieniana jest część entalpii pary na pracę mechaniczną. W tradycyjnym rozwiązaniu konstrukcyjnym turbina kondensacyjna podzielona jest na kilka części (np. wysokoprężną, średnioprężną, niskoprężną). Każda z części stanowi mechaniczną całość zawierającą kilka stopni. Poszczególne części połączone są ze sobą za pomocą sprzęgieł specjalnej konstrukcji. Zwykle każda część turbiny ma swoje dwa łożyska poprzeczne i jedno wzdłużne.
Rozprężanie pary w turbinie kondensacyjnej na wykresie T-s oraz i-s kończy się zwykle poniżej linii nasycenia, więc na wylocie z turbiny kondensacyjnej występuje para mokra, czyli mieszanina pary nasyconej i cieczy nasyconej. Wiąże się to z poważnymi problemami wynikającymi z erozyjnego działania mikro-kropel wody na łopatki ostatnich stopni turbiny. Dlatego dopuszcza się minimalny stopień suchości pary na wylocie z turbiny X = 0,88 (dla turbin w elektrowniach węglowych) i X = 0,85 (dla turbin w elektrowniach jądrowych).
Dążenie do uzyskiwania możliwie wysokich sprawności konwersji energii chemicznej paliwa zmusza do stosowania kilku podstawowych środków podnoszących sprawność termiczną obiegu siłowni. Jednym z ważniejszych sposobów podnoszenia sprawności jest przegrzew wtórny pary wodnej. Polega on na tym, że para częściowo rozprężona w części wysokoprężnej turbiny kierowana jest z powrotem do kotła, gdzie jest ponownie ogrzewana do możliwie wysokiej temperatury. Przegrzana wtórnie para doprowadzana jest do części średnio- lub niskoprężnej turbiny, po czym rozprężana jest do ciśnienia panującego w skraplaczu. Poza podniesieniem sprawności obiegu przegrzew wtórny powoduje, że na wylocie z turbiny para ma większy stopień suchości, co jest również bardzo korzystne.
Innym sposobem podnoszenia sprawności elektrowni kondensacyjnej jest stosowanie podgrzewu regeneracyjnego wody zasilającej. Do podgrzewu pobierana jest para z upustów regeneracyjnych turbiny. Powoduje to, że turbina kondensacyjna ma kilka upustów pary, powodujących stopniowy spadek strumienia masy pary przepływającej przez kolejne stopnie. Na wylocie z turbiny strumień masy pary jest znacznie mniejszy, niż na jej wlocie. Para z upustów turbiny kierowana jest do wymienników regeneracyjnych podnoszących temperaturę skroplin na wlocie do kotła, przez co maleje strumień paliwa spalanego w kotle, co prowadzi z kolei do wzrostu sprawności.
Charakterystyczną cechą turbiny kondensacyjnej są bardzo długie łopatki ostatnich stopni. Wynika to z bardzo dużej wartości objętości właściwej pary dla ciśnień panujących w ostatnich stopniach turbiny. Z równania ciągłości wynika, że pole przekroju poprzecznego strumienia przepływającego gazu jest wprost proporcjonalne do objętości właściwej, a duże pole zmusza do stosowania długich łopatek. W wielu przypadkach objętość właściwa pary w ostatnim stopniu jest zbyt duża, aby „zmieścić” strumień w tym stopniu, dlatego jako przedostatni stopnień stosowany jest tzw. stopień Baumanna, w którym następuje podział strumienia na dwie części. Jedna z nich kierowana jest już do skraplacza, druga rozprężana jest w ostatnim stopniu.